# Coelioxys manchurica
Coelioxys manchurica är en biart som beskrevs av proschchalykin, Lelej och > 2004. Coelioxys manchurica ingår i släktet kägelbin, och familjen buksamlarbin. Inga underarter finns listade i Catalogue of Life.